# أبو المحاسن الروياني
فخر الإسلام القاضي أبو المحاسن عبد الواحد بن إسماعيل الرّوياني (ذو الحجة 415هـ - المحرم 502هـ) شيخ الشافعية، وصاحب التصانيف، وشافعيّ الوقت. أملى مجالس عن أبي غانم الكراعي، وأبي حفص بن مسرور، وطبقتهما، وعاش سبعاً وثمانين سنة. وهو قاضٍ وفقيه شافعي. والروياني نسبة إلى مدينة رويان الواقعة حاليًا شمال إيران. ولد سنة 415 هـ، وسافر إلى بخارى وآمل ونيسابور وغزنة ومرو وغيرها ليطلب الحديث والفقه. برع في الفقه ومهر وناظر وصنف التصانيف العجيبة. كان صاحب جاه عريض، وحشمة وافرة، وقبول تام، وعلم غزير، ودين متين، وتصلب في المذهب، وصيت في جميع البلاد، وباع طويل في الفقه، وكان نظام الملك يعظّمه كثيراً. روي عنه أنه قال: «لو احترقت كتب الشافعي لأمليتها من حفظي».
قال ابن قاضي شهبة: كانت له الوجاهة والرئاسة والقبول التام عند الملوك فمن دونها. أخذ عن والده وجدّه، وبميّافارقين عن محمد بن بيان الكازروني، وبرع في المذهب، حتّى كان يقول: لو احترقت كتب الشافعيّ لأمليتها من حفظي، ولهذا كان يقال له: شافعي زمانه. ولي قضاء طبرستان، وبنى مدرسة بآمل، وكان فيه إيثار للقاصدين إليه.

## شيوخه وتلاميذه
تتلمذ وتأثر بالكثير من الشيوخ، من أهمّهم:
1. محمد بن عبد الرحمن الطبري.
2. أبو غانم المروزي.
3. عبد الصمد العاصمي.
4. أبو عثمان الصابوني.
5. أبو نصر البلخي.
6. علي بن أبي طالب البلخي.

تلامذته كثيرون منهم:
1. زاهر الشحامي.
2. إسماعيل التيمي.
3. أبو الفتوح الطائي.
4. أبو طاهر السلفي.

## كتبه
1. البحر في المذهب الشافعي: في 14 مجلدا، وهو أعظم كتبه على الإطلاق حتى اشتهر به، وحتى قيل: «حدث عن البحر ولا حرج».
2. مناصيص الشافعي.
3. حلية المؤمن.
4. الكافي.
5. الفروق.
6. التجربة.

## وفاته
في يوم الجمعة حادي عشر المحرم سنة 502هـ، قتلته الباطنية بجامع آمل. واستشهد بجامع آمل عند ارتفاع النهار بعد فراغه من الإملاء.